# Été 93
Pour plus de détails, voir Fiche technique et Distribution.
Été 93 (Estiu 93) est un film espagnol en catalan réalisé par Carla Simón et produit par María Zamora, sorti en 2017.
il est présenté à la Berlinale 2017 où il remporte le Prix du meilleur premier film.

## Synopsis
Frida, une petite fille de six ans dont les parents sont morts du Sida, quitte Barcelone et va vivre dans sa nouvelle famille, constituée de son oncle Esteve, de sa tante Marga, et de leur petite fille de 3 ans, Anna. Elle passe son premier été avec sa nouvelle famille. Éloignée de la famille qu'elle connait (ses grands-parents et ses tantes Àngela et Lola), dans une masia dans la campagne, elle devra s'adapter à sa nouvelle vie. Durant cet été, Frida devra accepter sa peine, pendant que ses parents adoptifs feront preuve de beaucoup de patience et d'amour.
Le film raconte l’enfance de la réalisatrice qui dédie le film à sa mère Neus (Neiges, en français).

## Fiche technique
- Titre original : Estiu 1993
- Titre français : Été 93
- Réalisation : Carla Simón
- Scénario : Carla Simón
- Pays d'origine : Espagne
- Format : Couleurs - 35 mm - 1,85:1
- Genre : drame
- Durée : 97 minutes
- Date de sortie :
  -  Allemagne : 11 février 2017 (Berlinale 2017)
  -  Espagne : 30 juin 2017
  -  France : 19 juillet 2017

## Distribution
- Laia Artigas : Frida
- Bruna Cusí : Marga, la tante de Frida
- David Verdaguer : Esteve, l'oncle de Frida
- Paula Robles : Anna, la fille de Marga et Esteve
- Paula Blanco : Cesca
- Etna Campillo : Irene
- Jordi Figueras : Blai
- Dolores Fortis : Carnissera
- Titón Frauca : Cambrera
- Cristina Matas : infirmière
- Berta Pipó : Tieta Àngela
- Quimet Pla : Gabriel
- Fermí Reixach : Avi
- Isabel Rocatti : Àvia
- Montse Sanz : Lola

## Accueil

### Accueil critique
L'accueil critique est très positif : le site Allociné recense une moyenne des critiques presse de 4,1/5, et des critiques spectateurs à 3,7/5. 

## Prix
- 2017 : Prix du meilleur premier film de la Berlinale et prix du jury de la section Generation Kplus.
- 2017 : Biznaga d'or du meilleur film au Festival du cinéma espagnol de Malaga[3].
- 2017 : Grand Prix du Festival international du film de femmes de Salé
- Prix Feroz 2018 : meilleur film dramatique, meilleure réalisation, meilleur scénario, meilleur acteur dans un second rôle pour David Verdaguer[4],[5]
- Goyas 2018 : Prix Goya du meilleur nouveau réalisateur